# Ракова Нога (Илијаш)
Ракова Нога је насељено мјесто у општини Илијаш, Босна и Херцеговина.

## Становништво
|         | 2013.      | 1991.        | 1981.        | 1971.       |
| Укупно  | 2 (100,0%) | 44 (100,0%)  | 59 (100,0%)  | 69 (100,0%) |
| Срби    | 2 (100,0%) | 31 (70,45%)  | 45 (76,27%)  | 68 (98,55%) |
| Бошњаци | –          | 12 (27,27%)1 | 14 (23,73%)1 | 1 (1,449%)1 |
| Остали  | –          | 1 (2,273%)   | –            | –           |

1. 1 На пописима од 1971. до 1991. Бошњаци су пописивани углавном као Муслимани.